# HeliJet
Helijet International Inc, действующая как Helijet — канадская вертолётная авиакомпания со штаб-квартирой в городе Ванкувер, Британская Колумбия.
Компания предоставляет услуги по регулярным пассажирским и грузовым перевозкам, обеспечению работы специализированных организаций и фирм, включая кино- и телерадиокомпании, мобильную скорую помощи (санитарная авиация), а также выполнение чартерных пассажирских перевозок по запросам коммерческих компаний. Базой перевозчика и его главным транзитным узлом (хабом) является Международный аэропорт Ванкувер.

## История
Авиакомпания Helijet Airways была основана в 1986 году и в ноябре того же года начала коммерческие рейсы между городами Ванкувер и Виктория. На начальном этапе в парке перевозчика работал один вертолёт, штат компании составляли 14 сотрудников. В течение следующих двадцати лет Helijet динамично развивался, в настоящее время воздушный флот компании составляют 12 вертолётов, число работников — более 150, авиакомпания перевозит более ста тысяч человек ежегодно.
В феврале 2010 года авиакомпания Helijet выполняла регулярные пассажирские рейсы в Международный аэропорт Эбботсфорд, Международный аэропорт Виктория, Аэропорт Кемпбелл-Ривер, Аэродром Сиэтл Боинг и Аэропорт Лэнгли. Дочернее подразделение Pacific Heliport Services компании работает на регулярных маршрутах в городах Ванкувер и Виктория.

## Маршрутная сеть
Авиакомпания Helijet выполняет регулярные пассажирские рейсы в следующие места Тихоокеанского Северо-Запада:
- Международный аэропорт Ванкувер
- Ванкувер Харбор — даунтаун Ванкувера, Британская Колумбия
- Виктория Харбор — даунтаун Виктории, Британская Колумбия

## Флот
По состоянию на февраля 2010 года воздушный флот авиакомпании Helijet составляли следующие вертолёты:
- 5 Sikorsky S-76A Spirit — регистрационные номера C-GHJL, C-GHJP, C-GHJT, C-GHJV, C-GHJW
- 3 Robinson R22 Beta — регистрационные номера C-FRDY, C-GAAK, C-GFXX
- 2 Bell 206L3 Longranger — регистрационные номера C-GLMX, C-GXHJ
- 1 Sikorsky S-61 — регистрационный номер C-GBSF
- 2 Bombardier Learjet 31A — регистрационные номера C-GHJJ, C-GHJU

## Галерея

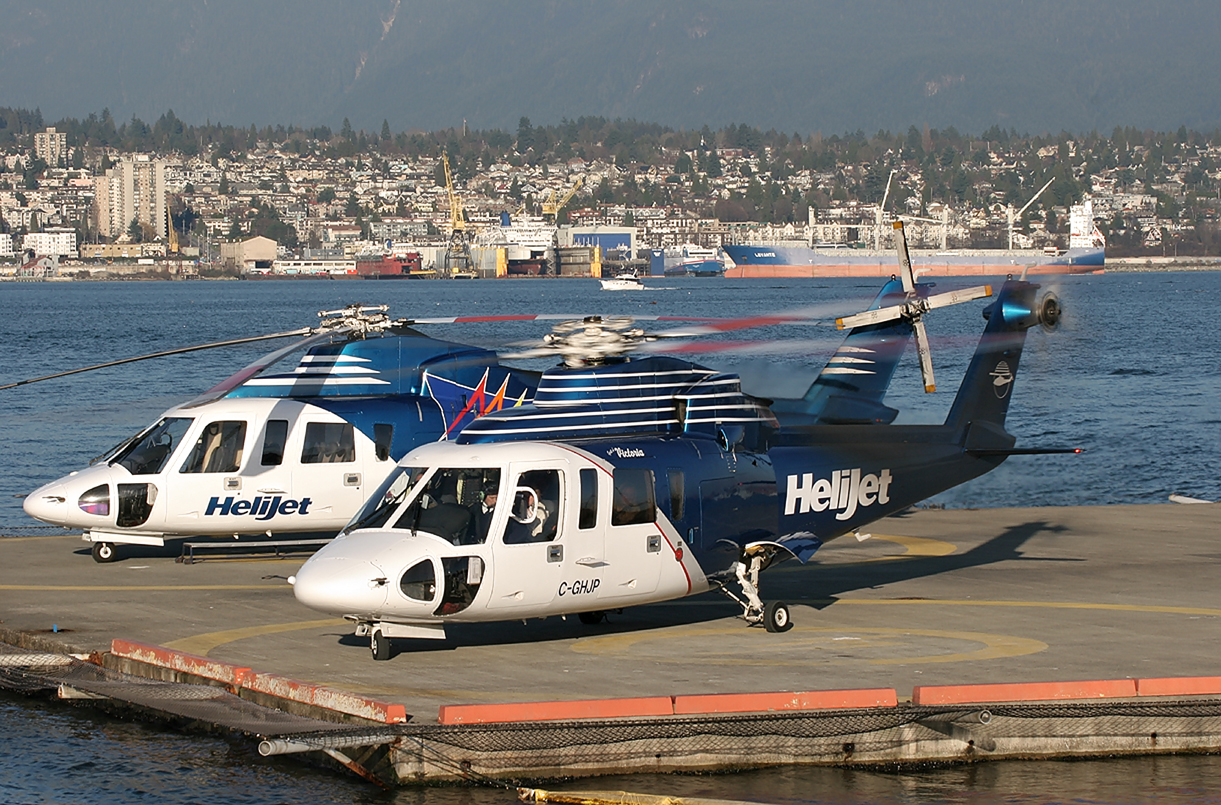
Два вертолёта Sikorsky S-76 авиакомпании Helijet в Ванкувер Харбор
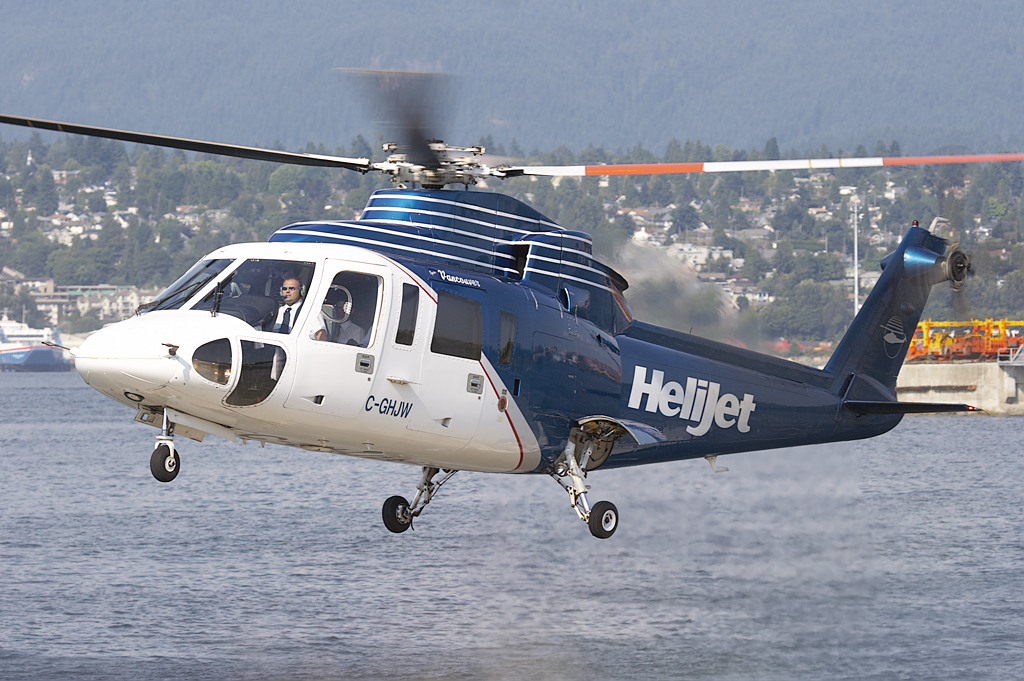
S76 компании HeliJet садится на площадке в Ванкувер Харбор
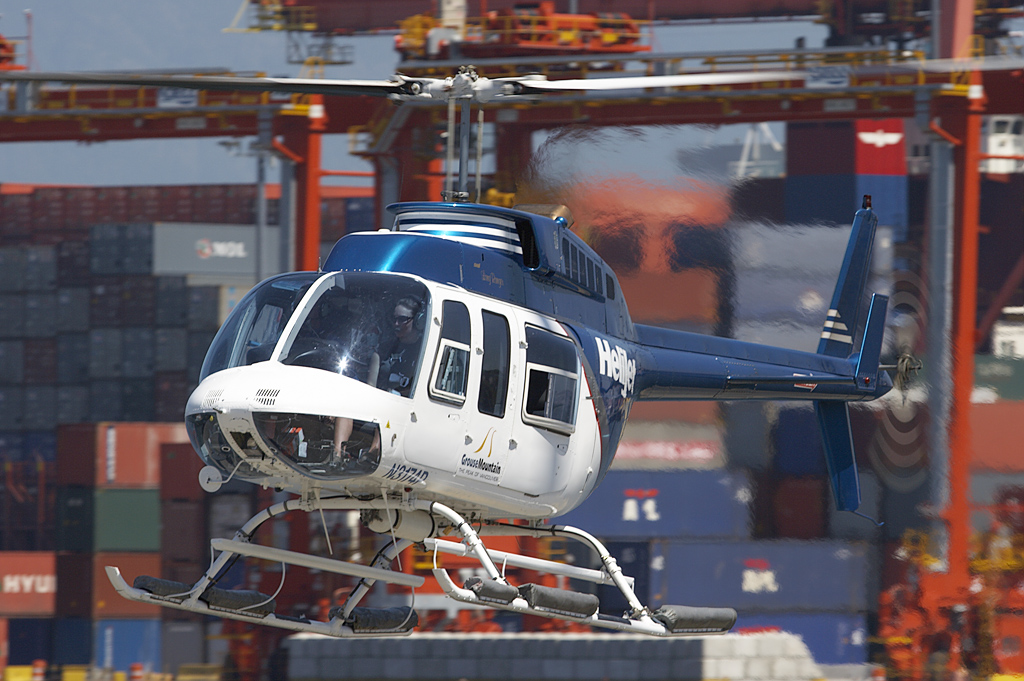
Посадка Bell 206L-1 LongRanger II HeliJet в Ванкувер Харбор
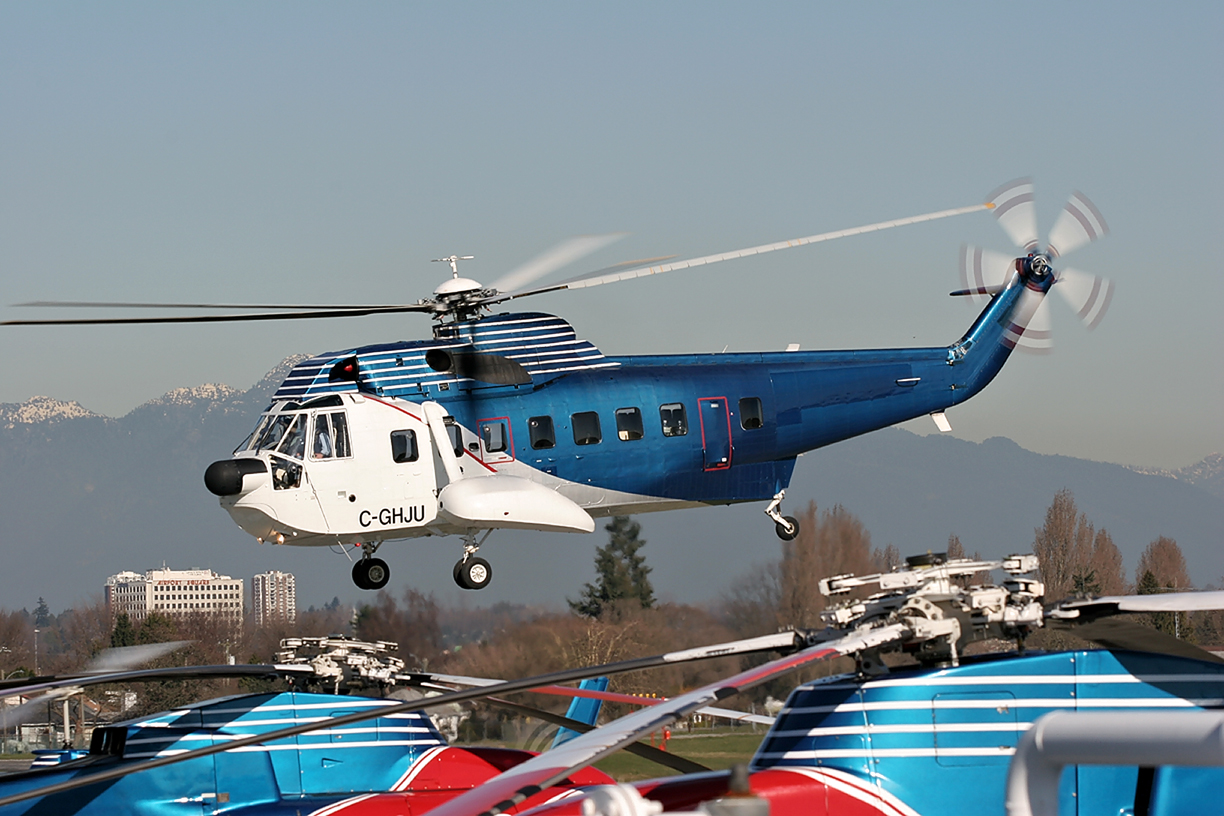
Взлёт Sikorsky S-61 HeliJet из Международного аэропорта Вакунвер